# Module monogène
En algèbre, un module monogène est un module qui peut être engendré par un seul élément. Par exemple, un ℤ-module monogène est un groupe (abélien) monogène.
Le concept est analogue à celui de groupe monogène, c'est-à-dire un groupe qui est engendré par un élément.

## Définition
Un R-module gauche M est dit monogène si M peut être engendré par un seul élément, c'est-à-dire s'il existe x dans M tel que M = (x) = Rx = {rx | r ∈ R}. De même, un R-module à droite N est monogène s'il existe y ∈ N tel que N = yR.

## Exemples
- Tout groupe monogène est un Z-module monogène.
- Tout R-module simple M est un module monogène puisque le sous-module engendré par tout élément x non nul de M est nécessairement le module M entier. En général, un module est simple si et seulement s'il est non nul et est engendré par chacun de ses éléments non nuls[2].
- Si l'anneau R est considéré comme un module à gauche sur lui-même, alors ses sous-modules monogènes sont exactement ses idéaux à gauche principaux. Il en va de même pour R en tant que R-module à droite, mutatis mutandis.
- Si R est F[x], l'anneau des polynômes sur un corps commutatif F, et V est un R-module qui est aussi un espace vectoriel de dimension finie sur F, alors les blocs de Jordan de x agissant sur V sont des sous-modules monogènes. (Les blocs de Jordan sont tous isomorphes à F[x] / (x – λ)n ; il peut aussi exister d'autres sous-modules monogènes avec des annulateurs différents ; voir ci-dessous.)

## Propriétés
- Étant donné un R-module monogène M qui est engendré par x, il existe un isomorphisme canonique entre M et R / AnnR x, où AnnR x désigne l'annulateur de x dans R.
- Tout module est une somme de sous-modules monogènes[3].